# ウエストオーバー (競走馬)
ウエストオーバー（Westover、2019年4月24日 - ）は、イギリスの競走馬。主な勝ち鞍は2022年のアイリッシュダービー、2023年のサンクルー大賞。

## 概要

### 2歳（2021年）
8月5日サンダウン競馬場の未勝利戦でロブ・ホーンビーを背にデビューして初勝利を挙げる。
続いて9月17日のニューベリー競馬場の条件戦を2着。10月18日のシルバータンカードステークス(L)を鞍上ライアン・ムーアで2着とした。

### 3歳（2022年）
4月22日のクラシックトライアル(G3)に出走して、息の長い末脚でジリジリと伸びて前にいたゴールドスパーを捕らえると、追い込んできたキャッシュを短アタマ差で抑え込んでグループ競走初制覇を果たした。
6月4日のダービーステークス(G1)に8番人気タイで出走。馬群捌きに手間取りデザートクラウンの3着に敗れた。
6月25日のアイリッシュダービー(G1)に新たにコリン・キーンを鞍上に迎えて出走、チューズデーと1番人気を分け合った。全頭五部の発馬を決めて、ウエストオーバーはフレンチクレイムにハナを譲り2番手に付け、2ハロン進むあいだに隊列が決まって道中は淡々の流れた。直線に入って早々に先頭に立つと一方的に差を広げて2着のピズバディールに7馬身差を付ける独走劇でG1初制覇を果たした。
その後はキングジョージ6世&クイーンエリザベスステークス(G1)に1番人気で出走し、逃げる競馬をするも最終コーナーで失速してパイルドライヴァーから18馬身差の5着に敗れた。陣営のレーシングマネージャーはパドックでエミリーアップジョンの後ろに付けたが、ペースが上がらずに行きたがったウエストオーバーを前に出さざるを得なかったことを敗因として挙げた。
陣営はインターナショナルステークスを回避して休養、セントレジャーステークスに向かう旨を明かした。その後セントレジャーステークスは向かわずに凱旋門賞参戦を明言。迎えた10月2日の凱旋門賞(G1)は6着に敗れた。

### 4歳（2023年）
3月25日のドバイシーマクラシック(G1)にJRAオッズ4番人気で出走し、レースでは中団で控えるもハナを切って逃げたイクイノックスの3.5馬身の2着。6月2日のコロネーションカップ(G1)では1番人気に支持されるも最後方にいたエミリーアップジョンに一気に突き抜けられ追いすがるも1馬身3/4差の2着に敗れた。
7月8日のサンクルー大賞(G1)は単勝オッズ1.4倍の圧倒的な1番人気で出走。前後7・8馬身ほどの隊列で5頭中の3頭目に付ける。2番手に付けていた僚馬マラブドライブが最終コーナー前で脱落し、それを交わして直線入口で早くも先頭の構えとなる。背後でザグレイが手応え良く追撃するも直線半ばで突き放して2馬身差で押し切り、前年のアイリッシュダービー以来となる二度目のG1制覇を挙げた。
その後はキングジョージ6世&クイーンエリザベスステークス(G1)に5番人気で出走。大外から直線に入るとフクムと叩き合いになり、抜きつ抜かれつの激闘の末にアタマ差で競り負けて2着に敗れた。フクムを管理するバローズ調教師はフクムを称えるのと同時に「彼は我々にずっと戦いを挑んできた」とウエストオーバーの走りも称賛した。10月1日の凱旋門賞では道中好位のインを進み、直線で一旦は抜け出すもエースインパクトの末脚に屈し2着に敗れた。レース後の10月5日、故障のため現役を引退することが発表された。

## 競走成績
以下は、JRA-VAN Ver. World、Racing Postの情報に基づく。
| 競走日     | 競馬場         | 競走名               | 格 | 距離（馬場）    | 頭数 | 枠番 | 馬番 | 着順 | タイム   | 着差      | 騎手         | 斤量 | 1着馬（2着馬）   |
| ---------- | -------------- | -------------------- | -- | --------------- | ---- | ---- | ---- | ---- | -------- | --------- | ------------ | ---- | ---------------- |
| 2021.08.05 | サンダウン     | 未勝利戦             |    | 芝1600m（稍重） | 6    | 5    | 6    | 1着  | R1:50.43 | 1+1⁄4馬身 | R.ホーンビィ | 9-5  | （Bullet Force） |
| 0000.09.17 | ニューベリー   | 条件戦               |    | 芝1600m（稍重） | 6    | 2    | 2    | 2着  | -        | 2+1⁄4馬身 | R.ホーンビィ | 9-1  | Zechariah        |
| 0000.10.18 | ポンテフラクト | シルバータンカードS  | L  | 芝1610m（重）   | 11   | 3    | 10   | 2着  | -        | クビ      | R.ムーア     | 9-3  | Mr Professor     |
| 2022.04.22 | サンダウン     | クラシックトライアル | G3 | 芝1990m（良）   | 6    | 3    | 7    | 1着  | R2:13.53 | 短アタマ  | R.ホーンビィ | 9-1  | （Cash）         |
| 0000.06.04 | エプソム       | 英ダービー           | G1 | 芝2410m（良）   | 17   | 2    | 16   | 3着  | -        | 2+3⁄4馬身 | R.ホーンビィ | 9-2  | Desert Crown     |
| 0000.06.25 | カラ           | 愛ダービー           | G1 | 芝2400m（良）   | 8    | 5    | 7    | 1着  | R2:34.80 | 7馬身     | C.キーン     | 9-2  | （Piz Badile）   |
| 0000.07.23 | アスコット     | KGVI＆QES            | G1 | 芝2390m（良）   | 6    | 6    | 5    | 5着  | -        | 18馬身    | C.キーン     | 9-2  | Pyledriver       |
| 0000.10.02 | パリロンシャン | 凱旋門賞             | G1 | 芝2400m（重）   | 20   | 7    | 18   | 6着  | -        | 7+1⁄4馬身 | R.ホーンビィ | 8-13 | Alpinista        |
| 2023.03.25 | メイダン       | ドバイシーマC        | G1 | 芝2410m（良）   | 10   | 1    | 8    | 2着  | -        | 3+1⁄2馬身 | R.ムーア     | 8-13 | Equinox          |
| 0000.06.02 | エプソム       | コロネーションC      | G1 | 芝2410m（良）   | 5    | 3    | 5    | 2着  | -        | 1+3⁄4馬身 | R.ホーンビィ | 9-2  | Emily Upjohn     |
| 0000.07.08 | サンクルー     | サンクルー大賞       | G1 | 芝2400m（稍重） | 5    | 4    | 3    | 1着  | R2:25.46 | 2馬身     | R.ホーンビィ | 9-3  | （Zagrey）       |
| 0000.07.29 | アスコット     | KGVI&QES             | G1 | 芝2390m（稍重） | 10   | 10   | 8    | 2着  | -        | アタマ    | R.ホーンビィ | 9-9  | Hukum            |
| 0000.10.01 | パリロンシャン | 凱旋門賞             | G1 | 芝2400m（稍重） | 15   | 1    | 6    | 2着  | -        | 1+3⁄4馬身 | R.ホーンビィ | 9-5  | Ace Impact       |

## 種牡馬時代
2024年から北海道新冠町の優駿スタリオンステーションにて種牡馬として繋養されることが発表された。

## 血統表
| ウエストオーバーの血統 | ウエストオーバーの血統                           | ウエストオーバーの血統                           | （血統表の出典）                                 | （血統表の出典） |
| 父系                   | サドラーズウェルズ系                             | サドラーズウェルズ系                             | サドラーズウェルズ系                             | [ § 2 ]          |
| 父 Frankel 鹿毛 2008   | 父の父Galileo 鹿毛 1998                          | Sadler's Wells                                   | Northern Dancer                                  | Northern Dancer  |
| 父 Frankel 鹿毛 2008   | 父の父Galileo 鹿毛 1998                          | Sadler's Wells                                   | Fairy Bridge                                     |                  |
| 父 Frankel 鹿毛 2008   | 父の父Galileo 鹿毛 1998                          | Urban Sea                                        | Miswaki                                          | Miswaki          |
| 父 Frankel 鹿毛 2008   | 父の父Galileo 鹿毛 1998                          | Urban Sea                                        | Allegretta                                       |                  |
| 父 Frankel 鹿毛 2008   | 父の母Kind 鹿毛 2001                             | *デインヒル                                      | Danzig                                           | Danzig           |
| 父 Frankel 鹿毛 2008   | 父の母Kind 鹿毛 2001                             | *デインヒル                                      | Razyana                                          |                  |
| 父 Frankel 鹿毛 2008   | 父の母Kind 鹿毛 2001                             | Rainbow Lake                                     | Rainbow Quest                                    | Rainbow Quest    |
| 父 Frankel 鹿毛 2008   | 父の母Kind 鹿毛 2001                             | Rainbow Lake                                     | Rockfest                                         |                  |
| 母 Mirabilis 鹿毛 2002 | 母の父Lear Fan 鹿毛 1981                         | Roberto                                          | Hail To Reason                                   | Hail To Reason   |
| 母 Mirabilis 鹿毛 2002 | 母の父Lear Fan 鹿毛 1981                         | Roberto                                          | Bramalea                                         |                  |
| 母 Mirabilis 鹿毛 2002 | 母の父Lear Fan 鹿毛 1981                         | Wac                                              | Lt. Stevens                                      | Lt. Stevens      |
| 母 Mirabilis 鹿毛 2002 | 母の父Lear Fan 鹿毛 1981                         | Wac                                              | Belthazar                                        |                  |
| 母 Mirabilis 鹿毛 2002 | 母の母Media Nox 栗毛 1993                        | Lycius                                           | Mr Prospector                                    | Mr Prospector    |
| 母 Mirabilis 鹿毛 2002 | 母の母Media Nox 栗毛 1993                        | Lycius                                           | Lypatia                                          |                  |
| 母 Mirabilis 鹿毛 2002 | 母の母Media Nox 栗毛 1993                        | Sky Love                                         | Nijinsky                                         | Nijinsky         |
| 母 Mirabilis 鹿毛 2002 | 母の母Media Nox 栗毛 1993                        | Sky Love                                         | Gangster of Love                                 |                  |
| 母系(F-No.)            | Turk Mare(FN:23-b)                               | Turk Mare(FN:23-b)                               | Turk Mare(FN:23-b)                               | [ § 3 ]          |
| 5代内の近親交配        | Northern Dancer：S4×S5×M5, Mr. Prospector：M4×S5 | Northern Dancer：S4×S5×M5, Mr. Prospector：M4×S5 | Northern Dancer：S4×S5×M5, Mr. Prospector：M4×S5 | [ § 4 ]          |
| 出典                   | 1. 2. 3. 4.                                      | 1. 2. 3. 4.                                      | 1. 2. 3. 4.                                      | 1. 2. 3. 4.      |